# József Gurovits
József Gurovits, né le 23 novembre 1928 à Budapest et mort le 3 mars 2021 à Zurich, est un kayakiste hongrois pratiquant la course en ligne.

## Palmarès

### Jeux olympiques de canoë-kayak course en ligne
- 1952 à Helsinki,  Finlande
  -  Médaille de bronze en K-2 10000m [2]